# Ракетний удар по Дніпру (15 липня 2022)
Ракетний удар по місту Дніпро — ракетний удар, здійснений російськими військами 15 липня 2022 року під час російського вторгнення в Україну. Загинуло четверо людей, 16 постраждали.
Місто обстріляли з літаків Ту-95 ТС із північної частини Каспійського моря ракетами Х-101. За попередніми даними, всього було випущено 8 ракет. Чотири ракети було збито ППО України. Кожна ракета коштує 13 мільйонів доларів (8 ракет коштували Росії понад 100 мільйонів доларів).
Частина ракет потрапила по підприємству «Південмаш». Від удару було пошкоджено міський водогін, частина мешканців міста залишилася без водопостачання. Було пошкоджено більше десяти машин, у житлових будинках були зруйновані двері та вікна.

## Передісторія
Дніпро розташований кілометрів за сто від лінії фронту, а Дніпропетровська область майже щодня зазнає обстрілів. Місто востаннє бомбардували наприкінці червня.

## Жертви
Було вбито чотирьох людей. Одна з жертв — водій міського автобуса. Першого дня повідомлялося про 15 поранених, а наступного дня їх кількість зросла до 16.